# Stjärnvalv

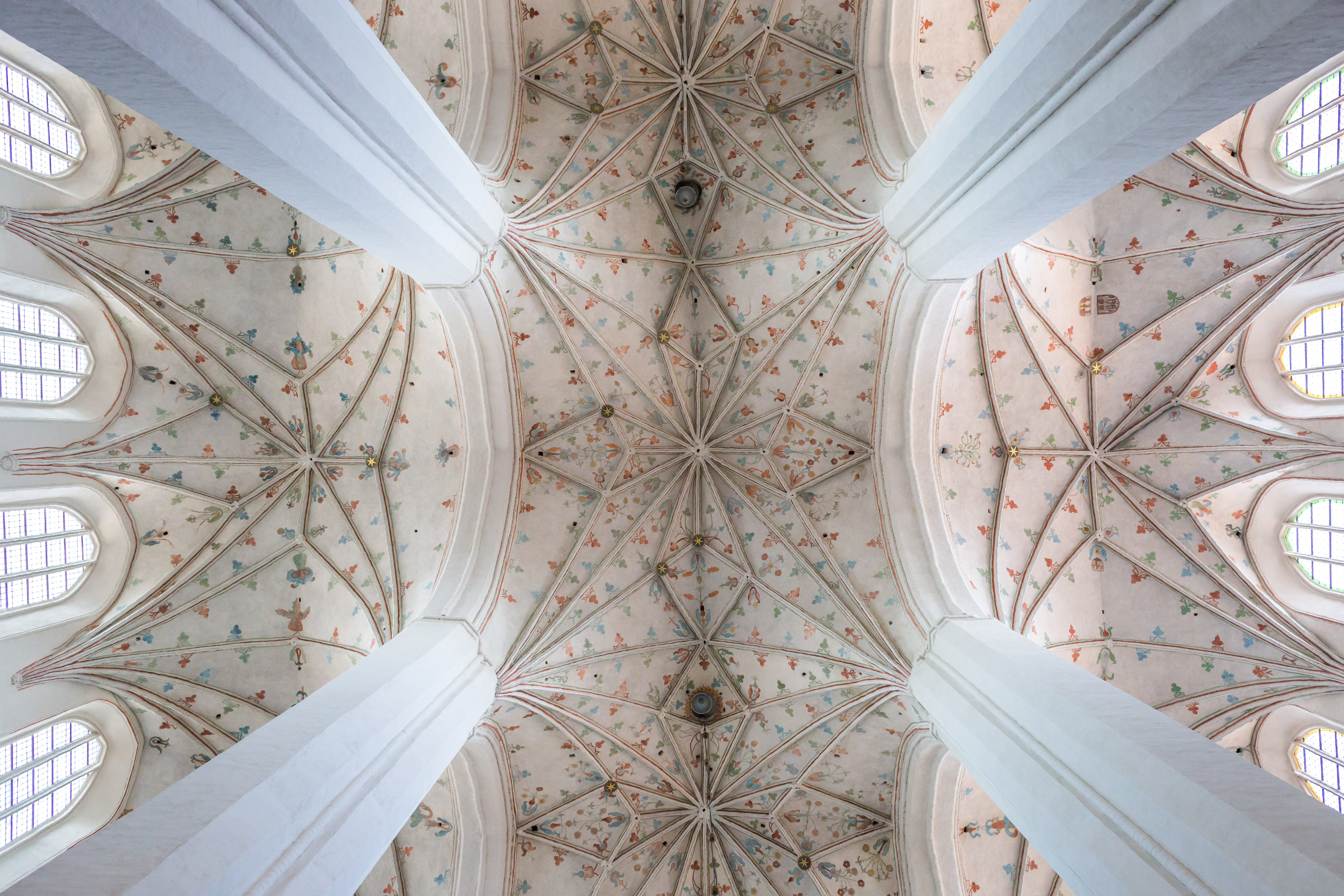
Stjärnvalv i Johanneskatedralen i Toruń i Polen.

Ett stjärnvalv är ett valv där ribborna bildar ett stjärnformigt mönster.

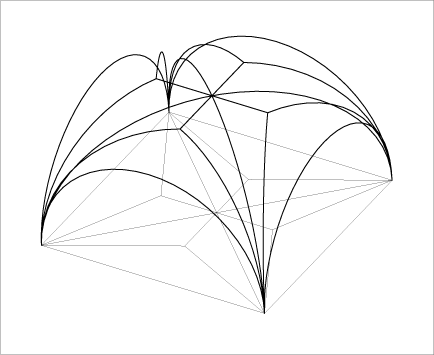
Principskiss av stjärnvalv.